# 石丸寛之
石丸 寛之（いしまる ひろゆき、1974年4月30日 - ）は競輪選手である。岡山県倉敷市出身。日本競輪選手会岡山支部所属。日本競輪学校第76期卒業。

## 戦績
岡山県立玉野光南高等学校時代の1992年、インターハイ（宮崎）の陸上競技で4x400メートルを優勝する。また400mでも3位に入った。この他にも国民体育大会の少年400mで3位となっている。
高校卒業後は競輪選手を目指し、本田晴美に師事して1994年、日本競輪学校（第76期生）に入学。同期には、市田佳寿浩らがいる。1995年8月6日、武雄競輪場でデビューし、初勝利も同日。高校時代に陸上で培ったダッシュ力を生かした鋭い捲りを武器に、2001年頃から常時特別競輪に出場し、また2007年までに記念（GIII）を2回制覇するなど、トップクラスの選手としての地位を築いていたが、展開に恵まれなければ大敗することも少なくなく、特別競輪であるGI、GIIでは準決勝どまりの状態が続いた。
しかし、2008年にブレイクし、2月に開催された西日本王座決定戦（別府競輪場）においてGII初の決勝進出（7着）、同年7月開催のサマーナイトフェスティバル（四日市競輪場）でも決勝進出（7着）した。その後、10月に行われた京王閣記念において3度目のGIII優勝を飾り、12月に開催された全日本選抜競輪（西武園競輪場）ではGIでも念願の決勝進出。その決勝では、マークの三宅伸を引き連れ、バックストレッチ付近より乾坤一擲の捲りを放ってそれが見事に決まり、三宅にGI初優勝をもたらした他、自身も2着に入った。
これにより2008年の年間賞金獲得額上位に進出し、同月21日の岐阜記念最終日まで岡部芳幸と僅差の争いとなったものの、最終的には十数万円差で抜け出し、最後の枠ながら2009年のS級S班格付を果たした。
2009年はオールスター競輪（松山競輪場）の決勝で3着に入り、これで年間獲得賞金の上位に進出する。しかし直後に落車事故で骨折したため、最後の選考対象レースとなる競輪祭を欠場して結果待ちとなったが、無事にランキング8位が確保されたことにより、自身初となるKEIRINグランプリ09出場を決定させた。
だが2010年は前年の怪我による影響で不調と落車が続いてしまい、調子を大きく崩したためS級S班から陥落してしまった。

## 競走スタイル
ダッシュを生かした捲りの実力は知られていたが、近年選手の間で大ギアが流行したあたりから大ギア捲りという戦法に活路を見いだし、トップクラス選手の先行をも捲り切る威力を発揮するようになった。

## エピソード
- ananとJKAのコラボレーション企画、『09'KEIRINイケメングランプリ』のグランプリを受賞した[2]。